# Mòmia guanxe de Madrid
L'anomenada Mòmia guanxe de Madrid o Mòmia guanxe del Barranco de Herques, és una mòmia humana pertanyent a la cultura guanxe (antics pobladors de les Illes Canàries, Espanya). Actualment es troba exposada al Museu Arqueològic Nacional d'Espanya de Madrid (Espanya).
La mòmia posseeix un excel·lent estat de conservació. Es creu que data dels segles XII i XIII dC, i es tracta a un home d'entre 30 i 34 anys i, segons els experts, seria la millor conservada mòmia guanxe al món. La mòmia va ser trobada a barranco de Herques, al sud de Tenerife, entre els municipis de Fasnia i Güímar. Va arribar a Madrid al segle xviii com un regal per al rei Carles III d'Espanya. La mòmia col·locada inicialment a la Biblioteca Real i posteriorment al Museu Nacional d'Antropologia d'Espanya. Des de desembre de 2015, la mòmia va ser traslladada definitivament Museu Arqueològic Nacional d'Espanya. La mòmia, és la peça central de l'espai dedicat a la prehistòria de Canàries del museu.
Igual que succeeix amb altres troballes arqueològiques, com la Dama d'Elx, la Dama de Baza o fora d'Espanya amb el bust de Nefertiti, la Pedra de Rosetta o el Partenó Frieze, tant el Govern de Canàries i el Cabildo de Tenerife han reclamat sense èxit des de 1976 i en diverses ocasions la devolució a Tenerife d'aquesta mòmia.

## Dades sobre la mòmia
- Sexe: home.
- Edat: de 30 a 34 anys.
- Cultura: guanxe.
- Tipus de momificació: mòmia cerimonial.
- Tipus d'enterrament: cova d'enterrament.
- Lloc: Barranc de Herques, entre els actuals municipis de Fasnia i Güímar.
- Exhibida en: el Museu Arqueològic Nacional de Madrid.
- Altres dades d'interès: és considerada la millor mòmia guanxe trobada fins a la data.